# Tipula (Microtipula) luteilimbata
Tipula (Microtipula) luteilimbata is een tweevleugelige uit de familie langpootmuggen (Tipulidae). De soort komt voor in het Neotropisch gebied.